# Jacques Séréfio
Jacques Séréfio, né en 1947 et mort le 17 juillet 2021 à Bangui, est un joueur centrafricain de basket-ball, jouant au poste d'ailier fort.

## Biographie
Jacques Séréfio naît en 1947 et grandit dans le quartier populaire du PK.5. Il pratique le basket-ball au Red Star, remportant le championnat national, ainsi que la Coupe d'Afrique des clubs champions de basket-ball en 1971.
L'ailier fort remporte avec l'équipe de République centrafricaine le championnat d'Afrique 1974 à Bangui, et dispute le championnat du monde 1974 à Porto Rico, où les Centrafricains terminent 14e.
Il meurt dans la nuit du 16 au 17 juillet 2021 à l'hôpital de l'Amitié de Bangui.